# Пам'ятки архітектури Яворівського району
У Яворівському районі Львівської області нараховується 69 пам'яток архітектури.
| пор.№              | Найменування пам'ятки                                                | Датування               | Місцезнаходження    | Охоронний № і номер у комплексі |
| ------------------ | -------------------------------------------------------------------- | ----------------------- | ------------------- | ------------------------------- |
| м. Яворів          |                                                                      |                         |                     |                                 |
| 1                  | Церква Різдва Богородиці (дер.)                                      | 1670 р.                 | вул. Львівська, 72  | 522 /1                          |
| 2                  | Дзвіниця церкви Різдва Богородиці (дер.)                             | 1670 р.                 | вул. Львівська, 72  | 522 /2                          |
| 3                  | Церква Успення Пресвятої Богородиці (дер.)                           | 1670 р.                 | вул. Спартака, 4а   | 523                             |
| 4                  | Церква Св. Параскеви (дер.)                                          | 1676 р.                 | с. Бунів            | 525 /1                          |
| 5                  | Дзвіниця церкви Св. Параскеви (дер.)                                 | 1676 р.                 | с. Бунів            | 525 /2                          |
| 6                  | Церква Св. Юрія (дер.)                                               | 1715 р.                 | с. Вільшаниця       | 1449                            |
| 7                  | Церква Собору Пресвятої Богородиці (дер.)                            | 1781 р.                 | с. Великополе       | 1448 /1                         |
| 8                  | Дзвіниця церкви Собору Пресвятої Богородиці (мур.)                   | 1781 р.                 | с. Великополе       | 1448 /2                         |
| 9                  | Церква Преображення Господнього (дер.)                               | 1662 р.                 | с. Вороблячин       | 1450                            |
| 10                 | Церква Св. Михаїла (дер.)                                            | 1715 р.                 | с. Грушів           | 1451 /1                         |
| 11                 | Дзвіниця церкви Св. Михаїла (дер.)                                   | 1715 р.                 | с. Грушів           | 1451 /2                         |
| 12                 | Костел Пресвятої Трійці (мур.)                                       | к. ХУІІст.              | смт. Івано-Франкове | 524 /1                          |
| 13                 | Дзвіниця костелу Пресвятої Трійці (мур.)                             | ХІХст.                  | смт. Івано-Франкове | 524 /2                          |
| 14                 | Церква Успення Пресвятої Богородиці (дер.)                           | 1739 р.                 | с. Лелехівка        | 526                             |
| 15                 | Церква Св. Михаїла (дер.)                                            | 1600 р.                 | с. Мужиловичі       | 527                             |
| 16                 | Церква Св. Параскеви (дер.)                                          | 1640,1748 р.р.          | с. Новий Яр         | 528                             |
| 17                 | Церква Собору Пресвятої Богородиці (дер.)                            | 1741 р.                 | с. Прилбичі         | 529                             |
| 18                 | Церква Івана Богослова (дер.)                                        | 1718 р.                 | с. Семирівка        | 1452                            |
| 19                 | Дзвіниця церкви Івана Богослова (дер.)                               | 1818 р.                 | с. Семирівка        | 1453                            |
| 20                 | Церква Св. Параскеви (дер.)                                          | 1638 р.                 | с. Старий Яр        | 531                             |
| 21                 | Церква Св. Миколая (дер.)                                            | 1745 р.                 | с. Цетуля           | 532                             |
| 22                 | Церква Св. Параскеви (дер.)                                          | 1732 р.                 | смт. Шкло           | 1454 /1                         |
| 23                 | Дзвіниця церкви Св. Параскеви (дер.)                                 | 1732 р.                 | смт. Шкло           | 1454 /2                         |
| Місцевого значення |                                                                      |                         |                     |                                 |
|                    |                                                                      |                         | м. Яворів           |                                 |
| 24                 | Келії монастиря василіянок                                           | 1621 р., 1828–1831 р.р. | вул. Лозинського, 4 | 547-м                           |
| 25                 | Адмінбудинок                                                         | п. ХХст.                | вул. Львівська, 15  | 546 -м                          |
| 26                 | Костел Св. ап. Петра і Павла (мур.)                                  | 1639 р.                 | вул. Львівська, 15  | 1192-м                          |
| 27                 | Ратуша                                                               | п. ХХст.                | вул. Львівська,20   | 545 -м                          |
| 28                 | Народний дім                                                         | 1900 р.                 | пл. Ринок           | 1191 -м                         |
|                    |                                                                      |                         |                     |                                 |
| 29                 | Церква Різдва Пресвятої Богородиці (дер.)                            | ХІХст.                  | с. Вербляни         | 1525 -м                         |
| 30                 | Церква Воскресіння Господнього (дер.)                                | 1560 р.                 | с. Віжомля          | 1526 -м                         |
| 31                 | Церква Св. Івана Хрестителя (дер.)                                   | ХІХст.                  | с. Воля (Глинецька) | 2412 -м                         |
| 32                 | Дзвіниця церкви Різдва Пресвятої Богородиці(Петропавлівської церкви) | ХУІІІст.                | с. Вороблячин       | 548 -м                          |
| 33                 | Церква Різдва Пресвятої Богородиці                                   | 1842 р.                 | с. Вороців          | 1527 -м                         |
| 34                 | Церква Різдва Пресвятої Богородиці (дер.)                            | 1821 р.                 | с. Глиниці          | 1528 -м                         |
| 35                 | Церква Успення Пресвятої Богородиці (дер.)                           | ХІХст.                  | с. Добростани       | 1529 -м                         |
| 36                 | Церква Собору Пресвятої Богородиці (дер.)                            | 1866 р.                 | с. Домажир          | 1530 -м                         |
| 37                 | Церква Покрови Пресвятої Богородиці(дер.)                            | ХІХст.                  | с. Дрогомишль       | 2431 -м                         |
| 38                 | Корчма                                                               | п. ХХст.                | с. Залужжя          | 549 -м                          |
| 39                 | Церква Св. Парасковеї                                                | 1861 р.                 | с. Залужжя          | 550 /1-м                        |
| 40                 | Дзвіниця церкви Св. Парасковеї (дер.)                                | 1861 р.                 | с. Залужжя          | 550 /2-м                        |
| 41                 | Церква Успення Пресвятої Богородиці (дер.)                           | 1654-1839 р.р.          | с. Кам'янобрід      | 551 -м                          |
| 42                 | Церква Успення Пресвятої Богородиці (дер.)                           | 1887 р.                 | с. Коханівка        | 1531 -м                         |
| 43                 | Церква Св. Миколая (дер.)                                            | 1813 р.                 | с. Краковець        | 1532/1-м                        |
| 44                 | Дзвіниця церкви Св. Миколая (дер.)                                   | 1802 р.                 | с. Краковець        | 1532/2-м                        |
| 45                 | Костел імені Марії                                                   | 1802 р.                 | с. Липина           | 1533/1-м                        |
| 46                 | Монастир                                                             | 1802 р.                 | с. Липина           | 1533/2-м                        |
| 47                 | Церква Успення Пресвятої Богородиці(дер.)                            | ХІХст.                  | с. Липовець         | 2414 -м                         |
| 48                 | Церква Положення Пояса Пресвятої Богородиці                          | 1700 р.                 | с. Ліс              | 554 -м                          |
| 49                 | Церква Св. Миколая                                                   | 1912 р.                 | с. Лозина           | 2415 -м                         |
| 50                 | Церква Св. Іллі (дер.)                                               | 1812 р.                 | с. Любині           | 1534 -м                         |
| 51                 | Церква                                                               | 1853 р.                 | с. Молошковичі      | 1535-м                          |
| 52                 | Церква Успення Пресвятої Богородиці (дер.)                           | 1766 р.                 | с. Моранці          | 552 /1 -м                       |
| 53                 | Дзвіниця церкви Успення Пресвятої Богородиці (дер.)                  | ХУІІІст.                | с. Моранці          | 552 /2-м                        |
| 54                 | Церква Успення Пресвятої Богородиці                                  | 1840 р.                 | с. Наконечне Перше  | 1536 -м                         |
| 55                 | Церква Зіслання Св. Духа                                             | 1852 р.                 | смт. Немирів        | 1537 -м                         |
| 56                 | Церква Зачаття Св. Івана Хрестителя (дер.)                           | п. ХХст.                | с. Передбір'я       | 2416 -м                         |
| 57                 | Церква Св. Миколая                                                   | ХУІІІст.                | с. Підлуби          | 555 -м                          |
| 58                 | Церква Собору Пресвятої Богородиці (дер.)                            | 1861 р.                 | с. Рокитно          | 2076-м                          |
| 59                 | Церква Св. Дмитрія                                                   | 1858 р.                 | с. Рясне-Руське     | 1538-м                          |
| 60                 | Церква Св. пр. Іллі                                                  | 1909 р.                 | с. Сарни            | 2417 -м                         |
| 61                 | Церква Різдва Пресвятої Богородиці(дер.)                             | 1880 р.                 | с. Свидниця         | 1539 -м                         |
| 62                 | Церква Успення Пресвятої Богородиці (дер.)                           | 1897 р.                 | с. Середкевичі      | 2418 -м                         |
| 63                 | Церква Преображення Господнього (дер.)                               | 1737 р.                 | с. Смолин           | 553/1-м                         |
| 64                 | Дзвіниця церкви Преображення Господнього                             | 1737 р.                 | с. Смолин           | 553/2-м                         |
| 65                 | Церква Різдва Пресвятої Богородиці (дер.)                            | п. ХХст.                | с. Ставки           | 2419 -м                         |
| 66                 | Церква Різдва Пресвятої Богородиці                                   | 1879 р.                 | с. Старичі          | 1540 -м                         |
| 67                 | Церква Успення Пресвятої Богородиці (мур.)                           | 1795 р.                 | с. Страдч           | 557 -м                          |
| 68                 | Церква святого Євстахія (дер.)                                       | 1750 р.                 | с. Чолгині          | 1541 -м                         |
| 69                 | Парафіяльна школа                                                    | ХУІІІст.                | смт. Шкло           | 556 -м                          |

## Джерело
- Перелік пам'яток Львівської області [Архівовано 16 вересня 2012 у Wayback Machine.]